# 12084 Unno
12084 Unno eller 1998 FL125 är en asteroid i huvudbältet som upptäcktes den 22 mars 1998 av den japanska astronomen Tsutomu Seki vid Geisei-observatoriet. Den är uppkallad efter den japanske författaren Unno Juza.
Asteroiden har en diameter på ungefär 5 kilometer och den tillhör asteroidgruppen Eunomia.